# 곰중령
곰중령은 한국에서 제작된 박종호 감독의 1973년 영화이다. 장동휘 등이 주연으로 출연하였고 김동수 등이 제작에 참여하였다.

## 출연

### 주연
- 장동휘
- 장혁
- 김지수